# Т-30 (важкий танк)
Не варто плутати з американським експериментальним важким танком Т-30 післявоєнного періоду
Т-30 — дослідний радянський важкий танк міжвоєнного періоду. Розроблявся в КБ заводу «Більшовик» в 1929 — 1932 роках. Був побудований повнорозмірний дерев'яний макет танка, однак подальші роботи над ним були припинені за безперспективністю та високою складністю машини.

## Історія розробки
18 липня 1929 року наркомвійськмора СРСР була прийнята система танко-тракторного та автоброньового озброєння РСЧА. Відповідно до даної системи, передбачалася розробка кількох нових типів танків різних класів.
З легкими танками справи йшли непогано — до цього часу бронетакові сили РСЧА вже мали у своєму розпорядженні легкі танки супроводу піхоти Т-18 (МС-1), достатньо досконалі для свого часу. Однак більш важкі машини головним чином були представлені танками, відомими в СРСР під ім'ям «Рікардо» — відбитими у білогвардійців британськими важкими танками Mk V, які воювали в Першу світову, ґрунтовно зношеними і до кінця 1920-х неабияк застарілими. У зв'язку з цим, нова Система робила особливий акцент на створення середніх та важких танків.
Орієнтовні тактико-технічні характеристики нового важкого («позиційного») танка розроблялися УММ РСЧА в другій половині 1929 року. Багато в чому військові орієнтувалися на досвід експлуатації згадуваних вище трофейних британських танків Mk V. Зокрема, був зроблений висновок, що танки подібного класу повинні бути оснащені декількома гарматами та кулеметами, хоча і не в спонсонах, а в обертових баштах. Також було визнано, що для важкого танка достатнім є бронювання, що захищає машину та екіпаж від куль будь-якого калібру та снарядів польової артилерії. Не обійшлося і без впливу інших зарубіжних шкіл танкобудування, зокрема французької, з її важкими танками FCM 2C.
Підсумкові ТТХ, розроблені військовими, виглядали таким чином:
- вага 60 тонн;
- бронювання 30-50 мм;
- максимальна швидкість 20-25 км/год;
- озброєння: дві 76,2-мм гармати, одна 37-мм гармата та шість кулеметів.

Цікаво, що список характеристик, розроблених УММ РСЧА, не містив ніяких вказівок про компонування танка, типу силового агрегату і ряді інших важливих характеристик. Викликано це було головним чином відсутністю у конструкторів необхідного досвіду в області танкобудування, тому при проектуванні нового танка інженерам давалася певна свобода. При цьому в 1929—1931 роках танк розроблявся лише теоретично, оскільки основні зусилля конструкторів були зосереджені на розвитку більш легких бойових машин. До повноцінного проектування важкого танка інженери ОКМО заводу «Більшовик» приступили лише в наприкінці 1931 року, коли середні танки Т-24 і ТГ вже були готові та випробовувалися. Проаналізувавши отриманий досвід, інженери проконсультувалися з УММ РСЧА, внаслідок чого техзавдання було кілька скориговано, зокрема, кількість знарядь було скорочено до двох, а маса знизилася на 10 тонн. У підсумку, в листопаді 1931 УММ РСЧА уклало з Головним конструкторським бюро гарматно-збройно-кулеметного об'єднання договір на розробку танка та споруду дослідного зразка.
У початку 1932 року ескізне проектування було в цілому завершено, і була виготовлена повнорозмірна дерев'яна модель танка. При цьому ряд важливих моментів (наприклад, установка та конструкція КПП) були опрацьовані лише в загальних рисах. Однак, до 1932 року вимоги УММ РСЧА до важкого танка дещо змінилися — тепер військові розраховували на танк з принаймні трьома гарматами, що у випадку з Т-30 було неможливо. Крім того, як і танк ТГ що розроблявся паралельно з Т-30 , танк володів надзвичайно складною та нетехнологічною конструкцією. У підсумку, на нараді УММ РСЧА танк був визнаний безперспективним, і всі роботи були зосереджені на проектах більш потужних танків Т-35 та Т-42.

## Опис конструкції
Компонування перспективного танка була класичною: відділення управління в носовій частині, бойове — в центральній, і моторно-трансмісійне — в кормовій. Танк Т-30 повинен був мати масу 50-55 т і захищатися бронею товщиною 40-60 мм. У головній башті, яка за формою нагадувала башту-рубку танка ТГ, розміщувалася довгоствольна 76,2-мм дивізійна гармата і два кулемети (спарений з 76,2-мм гарматою та кормової). Над нею встановлювалася мала башта з 37-мм танковою гарматою великої потужності, на даху якої перебувала командирська спостережна башточка. Відомості щодо прицільних пристосувань та радіоустаткування не збереглися.
На танк передбачалося встановити авіаційний карбюраторний двигун АН-6 потужністю 750 к.с., при цьому його розрахункова швидкість становила 30 км/год. У разі ж установки імпортного авіамотора «BMW VI» потужністю 650 к.с., швидкість танка повинна була скласти 24 км/год.
Ходова частина стосовно одного борту складалася з 10 опорних котків малого діаметра, зблокованих в п'ять візків з блокованою пружинною підвіскою, 5 підтримуючих роликів, переднього напрямного та заднього ведучого колеса.